# Фабиан, Ава
А́ва Фа́биан (англ. Ava Fabian; 4 апреля 1962, Брюстер, Нью-Йорк, США) — американская фотомодель, актриса

 и ресторатор.

## Биография
Ава Фабиан родилась 4 апреля 1962 года в Брюстере (штат Нью-Йорк, США) в семье греческого и итальянского происхождения.
Она была выбрана в качестве Playmate месяца журнала Playboy в августе 1986 года и появилась в многочисленных видеороликах Playboy. Её фото были сделаны Арни Фрейтагом и Ричардом Фегли. Фабиан также бывшая Playboy Bunny.
Фабиан сыграла Рокси Кармайкл в фильме «Добро пожаловать домой, Рокси Кармайкл» с Вайноной Райдер в главной роли. Она появилась в «Шоу Дрю Кэри»  и «Женаты… с детьми». Фабиан сыграла роль второго плана Жаклин Стоун в сериале 1996 года «Эротические признания» на «Cinemax».
В 1992 году Ава Фабиан открыла ресторан «Ава» в Лос-Анджелесе.

## Избранная фильмография
| Год       |   | Русское название                       | Оригинальное название         | Роль           |
| --------- | - | -------------------------------------- | ----------------------------- | -------------- |
| 1989      | ф | Человек-краб с Марса                   | Lobster Man from Mars         | Королева Марса |
| 1989      | ф | Поднять максимальные ставки            | Limit Up                      | Саша           |
| 1990      | ф | Добро пожаловать домой, Рокси Кармайкл | Welcome Home, Roxy Carmichael | Рокси Кармайкл |
| 1990—1991 | с | Женаты… с детьми                       | Married… with Children        | Ямми           |
| 1991      | ф | Гангстеры                              | Mobsters                      | милая девушка  |
| 1993      | ф | Укусы любви                            | Love Bites                    | Меган          |
| 1999      | ф | Рейд возмездия                         | Active Stealth                | сержант Бейкер |